# Лексі Тайлер
Лексі Тайлер (англ. Lexxi Tyler; нар. 16 травня 1983 року) — американська порноакторка та модель. В травні 2009 року стала «Кішечкою місяця» журналу Penthouse.

## Особисте життя
Одружена з бійцем зі змішаних єдиноборств Робом Маккалогом. В березні 2010 народила дитину.

## Фільмографія
- 2005: Girlvana
- 2005: The Boobs of Hazzard
- 2006: All Girl Fantasies
- 2007: Sophia Santi's Juice
- 2007: Babysitters
- 2008: Cheerleaders

## Премії та номінації
- 2006 номінація на AVN Award в категорії Best All-Girl Sex Scene — Video за фільм «Girlvana» (разом із Алексією, Джиджи, Kaylynn, Маккензі Мак, Кірстен Прайс та Семмі Роудс)
- 2008 AVN Award — Best All-Girl Sex Scene (Video) — Babysitters (2007) (з Алектрою Блу, Енджі Севідж, Семмі Роудс та Софією Санті)[4]
- 2009 номінація на AVN Award в категорії Best All-Girl 3-Way Sex Scene за фільм «Cockstar» (разом із Алектрою Блу та Кірстен)
- 2009 AVN Award — Best All-Girl Group Sex Scene — Cheerleaders (разом із Adrenalynn, Джессі Джейн, Шай Джордан, Бріанною Лав, Прією Рай, Софією Санті, Стоєю та Мемфіс Монро)[5]